# 拉德洛鎮區 (阿勒馬基縣)
拉德洛鎮區（Ludlow Township），美国艾奥瓦州阿勒马基县的一个鎮區，总面积90.97平方公里，总人口585（2010年美国人口普查）。该鎮區无建制居民点。